# Ihor Kolychajew

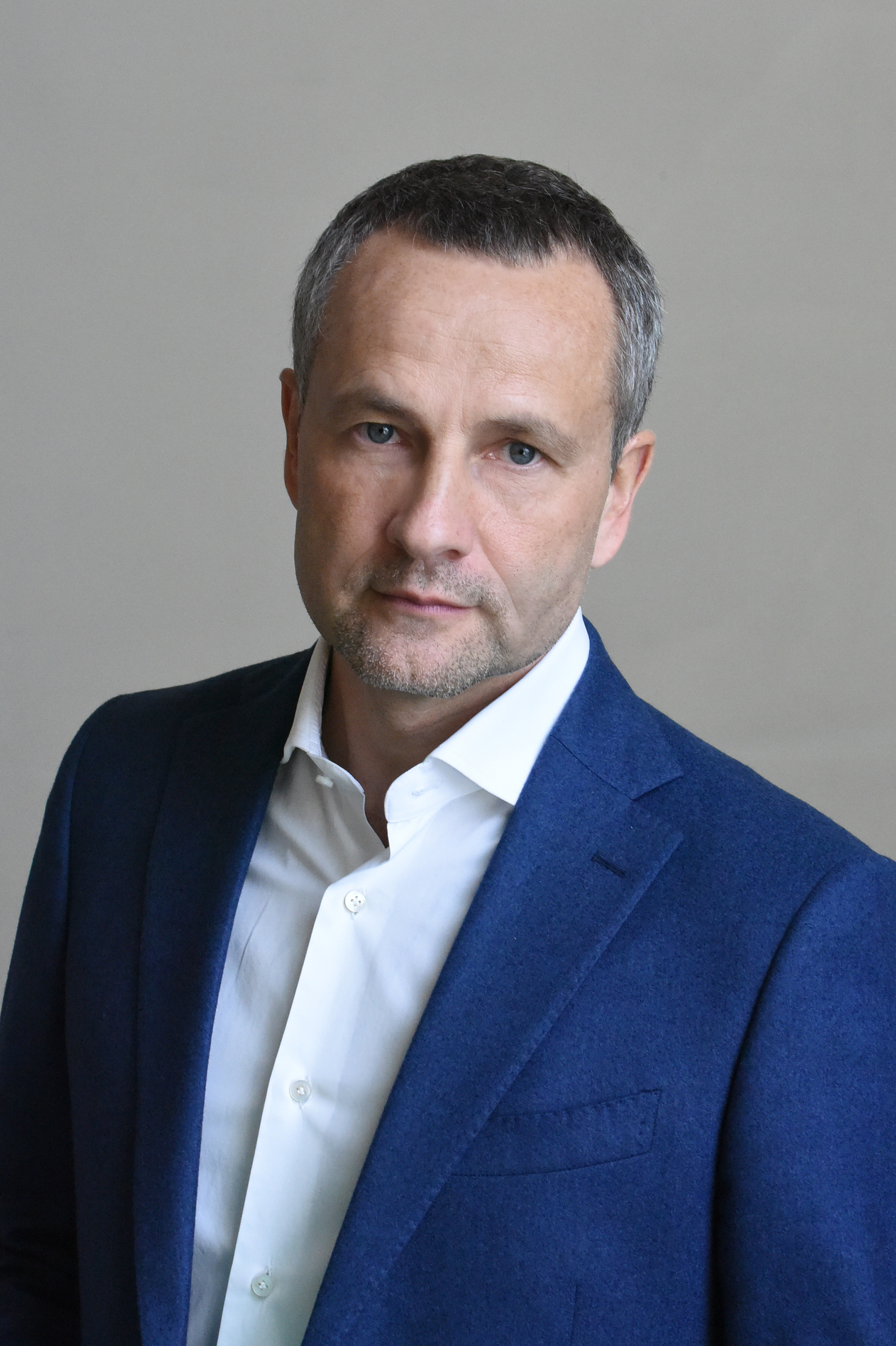
Ihor Kolychajew, 2020

Ihor Wiktorowytsch Kolychajew (ukrainisch Ігор Вікторович Колихаєв; * 8. Mai 1971 in Cherson) ist ein ukrainischer Politiker und Unternehmer. Er ist seit 2020 gewählter Bürgermeister von Cherson.
Am 28. Juni 2022 wurde Kolychajew von den russischen Besatzungstruppen gefangen genommen. Leendert Verbeek, Präsident des Kongresses der Gemeinden und Regionen des Europarates, „verurteile die anhaltende Entführung von lokalen Amtsträgern in der Ukraine, zuletzt des Bürgermeisters von Cherson, Ihor Kolychajew, auf das Schärfste“ und forderte dessen unverzügliche Freilassung.
Bis heute (Stand: Mai 2023) ist Ihor Kolychajew verschollen.